# ایران در بازی‌های آسیایی ۲۰۱۰
ایران در بازی‌های آسیایی ۲۰۱۰ که در شهر گوانگ‌ژو چین برگزار می‌شد و سیزدهمین حضور ایران در بازی‌های آسیایی بود با ۳۶۲ ورزشکار شرکت کرده‌است که طبق اعلام سایت رسمی مسابقات است ، اما کمیتهٔ ملّی المپیک تعداد ورزشکاران ایرانی حاضر در مسابقات را ۳۷۰ نفر که از این تعداد ۲۸۴ ورزشکار مرد و ۸۶ نفر را بانوان تشکیل می‌داده‌اند را اعلام کرده‌است. این در حالی بود که کمیته ملی المپیک، از معرفی اسامی ورزشکاران اعزامی ایرانی به رقابتها تا زمان عزیمت آن‌ها امتناع ورزیده بود و از افشای نام آن‌ها خودداری کرد. صمد نیکخواه بهرامی پرچمداری کاروان ایران در مراسم افتتاحیه بازیها را بر عهده داشت.
در مراسم افتتاحیه بازی‌های آسیایی ۲۰۱۰، تصاویری از کشورهای آسیایی در مسیر جاده ابریشم به نمایش درآمد که در بخشی از آن به جای نام خلیج فارس از نام خلیج عربی استفاده شده بود که موجب اعتراض مسئولان کاروان ورزش ایران شد. همچنین سفیر چین در تهران احضار و تذکر لازم به او داده شد. در پایان رقابتها ایران با کسب ۲۰ مدال طلا، ۱۲ نقره و ۲۵ برنز به مقام چهارمی مسابقات دست یافت. نزدیکترین رقیب ایران تیم قزاقستان بود که در دورهٔ قبلی هم به مقام چهارم رسیده بود.

## رشته‌ها و تعداد شرکت‌کنندگاران
در پی نشست مشترک مدیران کمیته ملی المپیک و سازمان تربیت بدنی، مقرر شد ورزشکاران ۳۱ رشته ورزشی به این رقابتها اعزام شوند. حضور این تعداد ورزشکار زن در کاروان ورزشی ایران، یک رکورد بعد از انقلاب اسلامی ایران محسوب می‌شود. پیش از این قرار بود رشته‌های راگبی و واترپلو ایران نیز به این بازیها اعزام شوند که با مخالفت سازمان تربیت بدنی، این دو رشته در تصمیم گیری نهایی حذف شدند. کمیسیون پزشکی کمیته ملی المپیک ایران اعلام کرد به تمامی ورزشکاران اعزامی به این رقابتها و همراهان آن‌ها واکسن آنفلوآنزا تزریق خواهد کرد تا بتوانند در مقابل ۲۳ نوع ویروس، آمادگی مقابله را داشته باشند.
| ورزش                     | مردان | زنان | مجموع |
| ------------------------ | ----- | ---- | ----- |
| شیرجه                    | ۴     |      | ۴     |
| شنا                      | ۶     |      | ۶     |
| تیراندازی با کمان        | ۴     | ۴    | ۸     |
| دو و میدانی              | ۱۴    | ۴    | ۱۸    |
| بسکتبال                  | ۱۲    |      | ۱۲    |
| شطرنج                    | ۵     | ۵    | ۱۰    |
| مشت‌زنی                   | ۹     |      | ۹     |
| قایق‌رانی در آب‌های خروشان | ۳     |      | ۳     |
| قایق‌رانی در آب‌های آرام   | ۳۲    | ۱۲   | ۴۴    |
| قایق‌رانی بادبانی         | ۷     | ۳    | ۱۰    |
| بیلیارد                  | ۳     |      | ۳     |
| دوچرخه‌سواری              | ۱۴    |      | ۱۴    |
| قایق‌رانی اژدها           | ۲۴    | ۲۴   | ۴۸    |
| شمشیربازی                | ۱۲    |      | ۱۲    |
| فوتبال                   | ۲۰    |      | ۲۰    |
| ژیمناستیک                | ۶     |      | ۶     |
| هندبال                   | ۱۶    |      | ۱۶    |
| جودو                     | ۷     | ۳    | ۱۰    |
| کبدی                     | ۱۲    | ۱۲   | ۲۴    |
| کاراته                   | ۴     | ۴    | ۸     |
| رول‌اسکیت                 | ۱     | ۱    | ۲     |
| تیراندازی                | ۱۳    | ۱۱   | ۲۴    |
| تنیس روی میز             | ۳     |      | ۳     |
| تکواندو                  | ۶     | ۶    | ۱۲    |
| والیبال ساحلی            | ۴     |      | ۴     |
| والیبال سالنی            | ۱۲    |      | ۱۲    |
| وزنه‌برداری               | ۸     |      | ۸     |
| کشتی                     | ۱۴    |      | ۱۴    |
| ووشو                     | ۷     | ۲    | ۹     |
| مجموع ورزشکاران          | ۲۸۴   | ۸۶   | ۳۷۰   |

## نشان‌ها
| نشان‌ها بر پایه رشته ورزشی | نشان‌ها بر پایه رشته ورزشی | نشان‌ها بر پایه رشته ورزشی | نشان‌ها بر پایه رشته ورزشی | نشان‌ها بر پایه رشته ورزشی |
| ------------------------- | ------------------------- | ------------------------- | ------------------------- | ------------------------- |
| رشته ورزشی                | 1                         | 2                         | 3                         | مجموع                     |
| دو و میدانی               | ۳                         | ۲                         |                           | ۵                         |
| بسکتبال                   |                           |                           | ۱                         | ۱                         |
| مشت‌زنی                    |                           |                           | ۳                         | ۳                         |
| دوچرخه‌سواری جاده          |                           |                           | ۱                         | ۱                         |
| دوچرخه‌سواری پیست          |                           |                           | ۲                         | ۲                         |
| هندبال                    |                           | ۱                         |                           | ۱                         |
| جودو                      |                           | ۱                         | ۱                         | ۲                         |
| کبدی                      |                           | ۱                         | ۱                         | ۲                         |
| کاراته                    | ۲                         |                           | ۲                         | ۴                         |
| پاروزنی                   | ۱                         |                           | ۱                         | ۲                         |
| تیراندازی                 |                           | ۲                         | ۱                         | ۳                         |
| تکواندو                   | ۳                         | ۲                         | ۴                         | ۹                         |
| والیبال سالنی             |                           | ۱                         |                           | ۱                         |
| وزنه‌برداری                | ۱                         | ۲                         | ۱                         | ۴                         |
| کشتی                      | ۷                         | ۱                         | ۲                         | ۱۰                        |
| ووشو                      | ۳                         |                           | ۳                         | ۶                         |
| قایق‌رانی                  | ۱                         | ۱                         | ۱                         | ۳                         |
| مجموع                     | 20                        | 15                        | ۲۴                        | ۵۹                        |

| نشان | نام | رشته ورزشی        | رویداد                        |
| ---- | --- | ----------------- | ----------------------------- |
| طلا  | جاسم ویشگاهی | کاراته            | ۸۴- کیلوگرم مردان             |
| طلا  | ذبیح‌الله پورشیب | کاراته            | ۸۴+ کیلوگرم مردان             |
| طلا  | احمدرضا طالبیان | قایق‌رانی          | کایاک ۱۰۰۰ متر مردان          |
| طلا  | محسن شادی | پاروزنی           | پاروزنی تک نفره مردان         |
| طلا  | سجاد مرادی | دو و میدانی       | دوی ۸۰۰ متر مردان             |
| طلا  | احسان حدادی | دو و میدانی       | پرتاب دیسک مردان              |
| طلا  | محمد باقری معتمد | تکواندو           | ۶۸- کیلوگرم مردان             |
| طلا  | علی‌رضا نصر آزادانی | تکواندو           | ۷۴- کیلوگرم مردان             |
| طلا  | یوسف کرمی | تکواندو           | ۸۷- کیلوگرم مردان             |
| طلا  | رضا یزدانی | کشتی              | ۹۶ کیلوگرم آزاد               |
| طلا  | صادق گودرزی | کشتی              | ۷۴- کیلوگرم آزاد              |
| طلا  | جمال میرزایی | کشتی              | ۸۴- کیلوگرم آزاد              |
| طلا  | امید نوروزی | کشتی              | ۶۰- کیلوگرم فرنگی             |
| طلا  | سعید عبدولی | کشتی              | ۶۶- کیلوگرم فرنگی             |
| طلا  | طالب نعمت‌پور | کشتی              | ۸۴- کیلوگرم فرنگی             |
| طلا  | بابک قربانی | کشتی              | ۹۶- کیلوگرم فرنگی             |
| طلا  | بهداد سلیمی | وزنه‌برداری        | ۱۰۵+ کیلوگرم مردان            |
| طلا  | محسن محمدسیفی | ووشو              | ۶۰ کیلوگرم ساندا مردان        |
| طلا  | حمیدرضا قلی‌پور | ووشو              | ۷۵ کیلوگرم ساندا مردان        |
| طلا  | خدیجه آزادپور | ووشو              | ۶۰- کیلوگرم سانشو زنان        |
| نقره | عباس آزادزاده میلاد مسائلی محمدرضا رجبی احسان ابویی امید سکندری سجاد استیکی مسعود ظهرابی مسطفی ساداتی الله‌کرم استیکی جواد خرمی‌پور عرفان سعیدی مهرداد صمصامی جلال کیانی سعید برخورداری محمدمهدی عسکری مهدی بیجاری | هندبال            | مردان                         |
| نقره | عادل غلامی مجتبی عطار سعید معروف محمد موسوی عراقی حمزه زرینی علیرضا نادی محسن عندلیب فرهاد نظری افشار مهدی مهدوی آرش کشاورزی محمد محمدکاظم آرش کمالوند                                                           | والیبال           | مردان                         |
| نقره | میثم عباسی فاضل اتراچالی عباد دلیلی رضا کمالی‌مقدم ابوذر مهاجر مهدی موسوی کیانوش نادریان مصطفی نودهی سیامک رضاقلی ناصر رومیانی مهدی صفائیان مرتضی شهیدی                                                           | کبدی              | مردان                         |
| نقره | شاهو ناصری | قایق‌رانی          | کانو تک نفره ۱۰۰۰ متر مردان   |
| نقره | سجاد مرادی | دو و میدانی       | دو ۱۵۰۰ متر مردان             |
| نقره | کاوه موسوی | دو و میدانی       | پرتاب چکش مردان               |
| نقره | محمدرضا رودکی | جودو              | وزن آزاد مردان                |
| نقره | الهه احمدی | تیراندازی         | تفنگ ۵۰ متر سه وضعیت زنان     |
| نقره | الهه احمدی مه‌لقا جام‌بزرگ نرگس امام‌قلی نژاد | تیراندازی         | تیمی تفنگ بادی ۱۰ متر زنان    |
| نقره | راحله آسمانی | تکواندو           | ۶۲- کیلوگرم زنان              |
| نقره | پریسا فرشیدی | تکواندو           | ۶۷- کیلوگرم زنان              |
| نقره | مهدی تقوی | کشتی              | ۶۰- کیلوگرم آزاد              |
| نقره | مرتضی رضائیان | وزنه‌برداری        | ۶۹ کیلوگرم مردان              |
| نقره | اصغر ابراهیمی | وزنه‌برداری        | ۹۴ کیلوگرم                    |
| نقره | محمد صمیمی | دو و میدانی       | پرتاب دیسک مردان              |
| برنز | امیر امینی آرن داوودی جواد داوری مهدی کامرانی سعید داورپناه اوشین ساهاکیان حامد آفاق حامد سهراب‌نژاد علی جمشیدی اصغر کاردوست صمد نیکخواه بهرامی علی دورقی                                                         | بسکتبال           | مردان                         |
| برنز | فاطمه چالاکی | کاراته            | ۵۵- کیلوگرم زنان              |
| برنز | سمیرا ملکی پور | کاراته            | ۶۸_کیلوگرم زنان               |
| برنز | احمدرضا طالبیان حسین سینکایی فرزین اسدی امین بداغی | قایق‌رانی          | کایاک ۴ نفره ۱۰۰۰ متر مردان   |
| برنز | حمیرا برزگر سولماز عباسی مریم سعیدی نسیم بن یعقوب | پاروزنی           | روئینگ چهار نفره سبک وزن زنان |
| برنز | سلیمه عبدالله‌بخش مرضیه عشقی صدیقه جعفری غزل خلج سعیده مقصودلی زهرا معصوم‌آبادی ملیحه میری فاطمه مؤمنی سمیرا شعبانی شیلان شارزولی سهیلا صلبی فریده ظریف‌دوست                                                        | کبدی              | زنان                          |
| برنز | فردین معصومی | کشتی              | ۱۲۰ کیلوگرم آزاد              |
| برنز | فرشاد علیزاده | کشتی              | ۷۴ کیلوگرم فرنگی              |
| برنز | علی مظاهری | مشت‌زنی            | ۹۱ کیلوگرم                    |
| برنز | محمد ستارپور | مشت‌زنی            | ۷۵ کیلوگرم                    |
| برنز | روح‌الله حسینی | مشت‌زنی            | ۹۱+ کیلوگرم                   |
| برنز | مهدی سهرابی | دوچرخه‌سواری سرعت  | دور امتیازی مردان             |
| برنز | حسین عسکری | دوچرخه‌سواری جاده  | تایم تریل مردان               |
| برنز | فرشید فارسی نژادیان محمد پراش حسن علی ورپشتی | دوچرخه سواری سرعت | دوچرخه سواری سرعت مردان       |
| برنز | محمدرضا رودکی | جودو              | ۱۰۰+ کیلوگرم مردان            |
| برنز | الهه احمدی مه‌لقا جام‌بزرگ مریم طالبی | تیراندازی         | تیمی ۵۰ متر سه وضعیت زنان     |
| برنز | فرزاد عبداللهی | تکواندو           | ۸۰- کیلوگرم مردان             |
| برنز | سارا خوش‌جمال فکری | تکواندو           | ۴۶- کیلوگرم زنان              |
| برنز | سمانه شش‌پری | تکواندو           | ۵۳- کیلوگرم زنان              |
| برنز | سوسن حاجی‌پور | تکواندو           | ۵۷- کیلوگرم زنان              |
| برنز | سجاد انوشیروانی | وزنه‌برداری        | ۱۰۵+ کیلوگرم                  |
| برنز | سجاد عباسی | ووشو              | ۷۰ کیلوگرم سانشو مردان        |
| برنز | احسان پیغمبری | ووشو              | چانگ‌چوان مردان                |
| برنز | الهه منصوریان | ووشو              | ۵۲ کیلوگرم سانشو زنان         |

## نتایج با رویداد
در نخستین روز، تیم بانوان ایران در رشته تفنگ بادی تیمی ده متر، پس از چین دوم شد و نقره گرفت. احسان پیغمبری هم در رشته تالو به مدال برنز رسید. این اولین مدال آسیایی ایران در این رشته‌است. سومین مدال ایران در جودو به دست آمد و محمدرضا رودکی در وزن مثبت ۱۰۰ کیلوگرم، با برتری مقابل جودوکاری از قزاقستان در دیدار رده بندی، نشان برنز گرفت. دستاورد کاروان ورزشی ایران در دومین روز بازی‌ها فقط یک مدال برنز بود که در دوچرخه سواری به دست آمد. تیم ملی اسپیرینت دوچرخه‌سواری ایران متشکل از محمد پراش، فرشید فارسی نژادیان و حسن ورپشتی با ثبت زمان ۴۴ ثانیه و ۸۱۵ هزارم ثانیه در رده سوم بازی‌های آسیایی ۲۰۱۰ قرار گرفت. در سومین روز از رقابت‌ها مرتضی رضائیان وزنه‌بردار دسته ۶۹ کیلوگرم موفق به کسب یک مدال نقره شد. در چهارمین روز محمدرضا رودکی در وزن آزاد مسابقات جودو مقابل تاکاهاشی ژاپنی در فینال شکست خورد و سومین مدال نقره ایران را گرفت همچنین الهه منصوریان به نشان برنز رقابت‌های ووشو بازی‌های آسیایی دست پیدا کرد.

### بازی‌های تخته‌ای

#### شطرنج
مردان
| ورزشکار         | رویداد       | دور ۱ / ۶                     | دور ۲ / ۷                       | دور ۳ / ۸                       | دور ۴ / ۹                  | دور ۵                         | رتبه‌بندی |
| --------------- | ------------ | ----------------------------- | ------------------------------- | ------------------------------- | -------------------------- | ----------------------------- | -------- |
| احسان قائم‌مقامی | انفرادی سریع | شرستا (NEP) · برنده ۱–۰       | کاکاگلدیف (TKM) · برابر ۰.۵–۰.۵ | مرادی (IRI) · برابر ۰.۵–۰.۵     | باسیم (IRQ) · برنده ۱–۰    | سادواکاسوف (KAZ) · بازنده ۰–۱ | ۱۸       |
| احسان قائم‌مقامی | انفرادی سریع | عبدالرحمان (UAE) · برنده ۱–۰  | مگارانتو (INA) · بازنده ۰–۱     | باتولگا (MGL) · بازنده ۰–۱      | الزندانی (YEM) · برنده ۱–۰ |                               | ۱۸       |
| الشن مرادی      | انفرادی سریع | لی (KOR) · برنده ۱–۰          | ساسیکیران (IND) · برابر ۰.۵–۰.۵ | قائم‌مقامی (IRI) · برابر ۰.۵–۰.۵ | کوجیما (JPN) · برنده ۱–۰   | نی (CHN) · بازنده ۰–۱         | ۱۷       |
| الشن مرادی      | انفرادی سریع | باتولگا (MGL) · برنده ۱–۰، WO | گانگولی (IND) · بازنده ۰–۱      | شرستا (NEP) · برنده ۱–۰         | باتولگا (MGL) · بازنده ۰–۱ |                               | ۱۷       |

| ورزشکار                                                          | رویداد      | دور مقدماتی             | دور مقدماتی | نیمه‌نهایی            | نهایی                                  | رتبه |
| ورزشکار                                                          | رویداد      | دور سوییسی              | رتبه        | نیمه‌نهایی            | نهایی                                  | رتبه |
| ---------------------------------------------------------------- | ----------- | ----------------------- | ----------- | -------------------- | -------------------------------------- | ---- |
| احسان قائم‌مقامی الشن مرادی مرتضی محجوب همایون توفیقی اصغر گلزاده | کلاسیک تیمی | کره جنوبی · برنده ۴–۰   | ۴ Q         | چین · بازنده ۱.۵–۲.۵ | 3rd place match · هند · بازنده ۰.۵–۳.۵ | ۴    |
| احسان قائم‌مقامی الشن مرادی مرتضی محجوب همایون توفیقی اصغر گلزاده | کلاسیک تیمی | ویتنام · بازنده ۰.۵–۳.۵ | ۴ Q         | چین · بازنده ۱.۵–۲.۵ | 3rd place match · هند · بازنده ۰.۵–۳.۵ | ۴    |
| احسان قائم‌مقامی الشن مرادی مرتضی محجوب همایون توفیقی اصغر گلزاده | کلاسیک تیمی | یمن · برنده ۴–۰         | ۴ Q         | چین · بازنده ۱.۵–۲.۵ | 3rd place match · هند · بازنده ۰.۵–۳.۵ | ۴    |
| احسان قائم‌مقامی الشن مرادی مرتضی محجوب همایون توفیقی اصغر گلزاده | کلاسیک تیمی | مغولستان · برابر ۲–۲    | ۴ Q         | چین · بازنده ۱.۵–۲.۵ | 3rd place match · هند · بازنده ۰.۵–۳.۵ | ۴    |
| احسان قائم‌مقامی الشن مرادی مرتضی محجوب همایون توفیقی اصغر گلزاده | کلاسیک تیمی | چین · بازنده ۱–۳        | ۴ Q         | چین · بازنده ۱.۵–۲.۵ | 3rd place match · هند · بازنده ۰.۵–۳.۵ | ۴    |
| احسان قائم‌مقامی الشن مرادی مرتضی محجوب همایون توفیقی اصغر گلزاده | کلاسیک تیمی | عراق · برنده ۳.۵–۰.۵    | ۴ Q         | چین · بازنده ۱.۵–۲.۵ | 3rd place match · هند · بازنده ۰.۵–۳.۵ | ۴    |
| احسان قائم‌مقامی الشن مرادی مرتضی محجوب همایون توفیقی اصغر گلزاده | کلاسیک تیمی | هند · برابر ۲–۲         | ۴ Q         | چین · بازنده ۱.۵–۲.۵ | 3rd place match · هند · بازنده ۰.۵–۳.۵ | ۴    |

زنان
| ورزشکار         | رویداد           | Round 1 / 6           | Round 2 / 7                 | Round 3 / 8              | Round 4 / 9                 | Round 5                | Rank |
| --------------- | ---------------- | --------------------- | --------------------------- | ------------------------ | --------------------------- | ---------------------- | ---- |
| شادی پریدر      | Individual rapid | Byun (KOR) · W 1–0    | Zhao (CHN) · L 0–1          | Worya (IRQ) · W 1–0      | Sukandar (INA) · D 0.5–0.5  | Muminova (UZB) · L 0–1 | 10   |
| شادی پریدر      | Individual rapid | Liza (BAN) · W 1–0    | Geldiyeva (TKM) · D 0.5–0.5 | Nakhbayeva (KAZ) · W 1–0 | Hoang (VIE) · D 0.5–0.5     |                        | 10   |
| آتوسا پورکاشیان | Individual rapid | Khamboo (NEP) · W 1–0 | Nakhbayeva (KAZ) · L 0–1    | Bakri (MAS) · W 1–0      | Nodirjanova (UZB) · W 1–0   | Harika (IND) · L 0–1   | 17   |
| آتوسا پورکاشیان | Individual rapid | Hisham (MAS) · W 1–0  | Hoang (VIE) · L 0–1         | Muminova (UZB) · L 0–1   | Dauletova (KAZ) · D 0.5–0.5 |                        | 17   |

| Athlete                                                                          | Event          | Preliminary round     | Preliminary round | Semifinal       | Final           | Rank |
| Athlete                                                                          | Event          | Swiss round           | Rank              | Semifinal       | Final           | Rank |
| -------------------------------------------------------------------------------- | -------------- | --------------------- | ----------------- | --------------- | --------------- | ---- |
| آتوسا پورکاشیان شادی پریدر میترا حجازی‌پور Ghazal Hakimifard Shayesteh Ghaderpour | Team classical | سوریه · W 4–0         | 5                 | Did not advance | Did not advance | 5    |
| آتوسا پورکاشیان شادی پریدر میترا حجازی‌پور Ghazal Hakimifard Shayesteh Ghaderpour | Team classical | چین · L 1–3           | 5                 | Did not advance | Did not advance | 5    |
| آتوسا پورکاشیان شادی پریدر میترا حجازی‌پور Ghazal Hakimifard Shayesteh Ghaderpour | Team classical | ویتنام · L 1.5–2.5    | 5                 | Did not advance | Did not advance | 5    |
| آتوسا پورکاشیان شادی پریدر میترا حجازی‌پور Ghazal Hakimifard Shayesteh Ghaderpour | Team classical | ترکمنستان · W 2.5–1.5 | 5                 | Did not advance | Did not advance | 5    |
| آتوسا پورکاشیان شادی پریدر میترا حجازی‌پور Ghazal Hakimifard Shayesteh Ghaderpour | Team classical | ازبکستان · L 1.5–2.5  | 5                 | Did not advance | Did not advance | 5    |
| آتوسا پورکاشیان شادی پریدر میترا حجازی‌پور Ghazal Hakimifard Shayesteh Ghaderpour | Team classical | کره جنوبی · W 4–0     | 5                 | Did not advance | Did not advance | 5    |
| آتوسا پورکاشیان شادی پریدر میترا حجازی‌پور Ghazal Hakimifard Shayesteh Ghaderpour | Team classical | بنگلادش · W 3.5–0.5   | 5                 | Did not advance | Did not advance | 5    |

## حاشیه‌ها
- در خلال مراسم افتتاحیه این بازی‌ها، بر روی نمایشگرهای موجود در مراسم نام مناقشه‌برانگیز خلیج عربی بجای عبارت خلیج فارس نمایش داده شده. در پی این اقدام، بهرام افشارزاده، دبیر کمیته ملی المپیک از حضور در ادامه مراسم امتناع کرد و کاروان ورزشی ایران بدون سرپرست در رژه شرکت کرد.[۷۶] در پی ارسال نامه اعتراضی ایران به شورای المپیک آسیا مسئولان برگزارکننده بازی‌ها، با ارسال نامه‌ای رسمی، عذرخواهی و ابراز تاسف خود را عنوان داشتند.[۷۷] همچنین فدراسیون شنای ایران بر روی مایوی قائم میرابیان، شیرجه‌روی ایرانی حاضر در مسابقات اقدام به درج نام و تصویری از خلیج فارس نمود.[۷۸]
- پگاه زنگنه یکی از کاراته‌کاران زن ایران در بازیهای آسیایی، قبل از انجام مسابقات خود و در حین حرکت با اتومبیل برقی در دهکده بازیها، دچار تصادف شد و از ناحیه سر آسیب دید و در بیمارستان Panyu بستری شد و از انجام مسابقات خود محروم شد. این ورزشکار تا ۳ ماه از انجام رقابت‌های کاراته ممنوع شد. در این حادثه ۳ ملی پوش زن کاراته ایران نیز جراحتهایی برداشتند. در پی این حادثه، مسئولان کاراته بانوان، برای جایگزینی زنگنه در استفاده از سهمیه کسب شده این وزن کاراته زنان، سمیرا ملکی‌پور را راهی این بازیها کردند.[۷۹]